# ポリドール・レコード
ポリドール・レコード (Polydor Records) は、イギリスに本部を置く、レコード会社、レコード・レーベル。ドイツ・グラモフォンが設立した。ポリドール・アメリカは、欧州の複合企業であるフィリップス＝シーメンスの在米子会社で、のちにマーキュリー・レコードとともにポリグラム傘下となった。現在は、本社をアメリカ合衆国に置くユニバーサル ミュージック グループ傘下のレーベルである。

## ポリドール本社の歴史

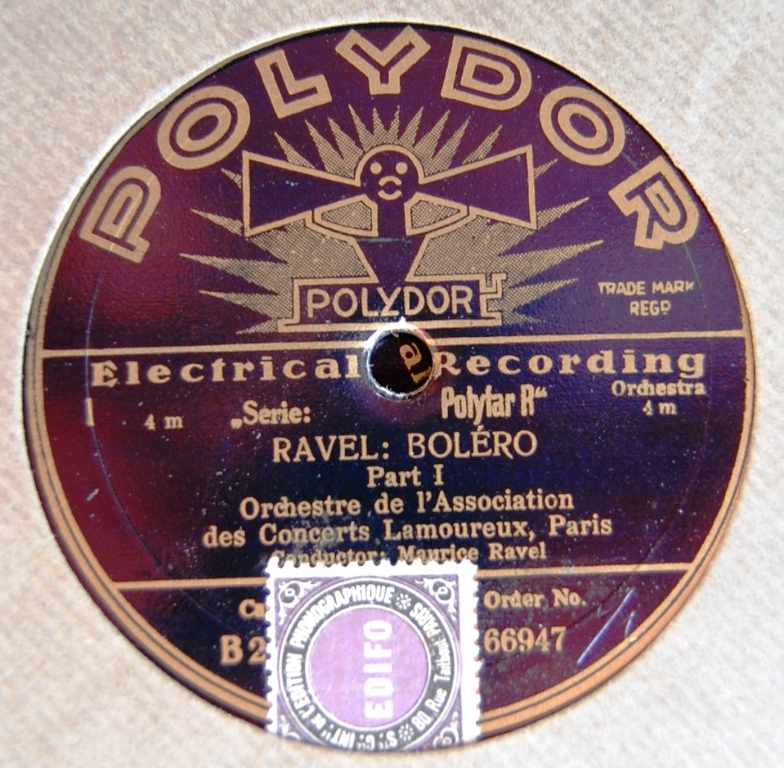
『ボレロ』のレコード（1930年）

ポリドールの歴史は非常に長く、戦前の1910年代にルーツがある。戦後はポップ音楽やクラシック音楽のレーベルとなり、指揮者ベルト・ケンプフェルトがビートルズを発見し、最初の録音「マイ・ボニー」はポリドールで録音されている。ポルドールがアメリカ支社を設置した時期は案外遅く、1969年になってからである。1970年代には、ビージーズと契約した。
- 沿革
- 1924年 - ドイツ・グラモフォン（DGG Deutsche Grammophon Gesellschaft）の独立分社として設立。当時はダブルホーン型蓄音機を擬人化したマークを使っていた。
- 1946年 - DGGがクラシックに特化したレーベルになり、ポリドールがポピュラー音楽へ進出した。
- 1962年 - フィリップス・レコード（フォノグラム）の親会社・フィリップスとDGGの親会社・シーメンスが、お互いの音楽子会社に相互出資して、グラモフォン・フィリップスグループ（GPG）を結成。
- 1971年 - ジェームス・ブラウンがUSキング・レコードを離れ、ポリドールと契約した[8]。
- 1972年 - DGGとフォノグラムが経営統合し、ポリグラムの傘下に入った。
- 1998年 - シーグラムがポリグラムを買収、シーグラムの所有するユニバーサル ミュージックと合併したことにより、ポリドールはこの同社のレーベルとなった。

### ポリドールのアーティスト
過去に所属したアーティストを含む
ソウル/R&B
- ジェームス・ブラウン
- レイ、グッドマン&ブラウン[9]
- アイザック・ヘイズ[10]
- マンドリル[11]
- ミリー・ジャクソン[12]
- グロリア・ゲイナー
- アトランティック・スター
- リー・ドーシー
- ワイルド・マグノリアス

ロック/ポップ
- アトランタ・リズム・セクション
- エリック・クラプトン
- オールマン・ブラザーズ・バンド
- クリーム
- コージー・パウエル
- コニー・フランシス
- ジミ・ヘンドリックス
- ザ・シャドウズ
- ザ・ジャム
- ザ・スタイル・カウンシル
- ディープ・パープル[13]
- バークレイ・ジェイムズ・ハーベスト
- バッキンガム・ニックス
- ザ・ビージーズ
- ザ・フー
- フランク・ミルズ
- ムーディ・ブルース[14]
- レインボー
- レヴェル42
- ローリング・ストーンズ（ストーンズ・レコード）

ジャズ
- チック・コリア
- トニー・ウィリアムズ・ライフ・タイム

etc…

## 日本のポリドール
社史に、日本ポリドール、大東亞蓄音器、日本グラモフォン、ポリドール株式会社、ポリグラム株式会社、ユニバーサルミュージック株式会社、ユニバーサルミュージック合同会社、と社名変更の歴史も刻まれる。

### 沿革

#### 株式會社日本ポリドール蓄音器商會
- 1926年、当時ドイツ・グラモフォン社（ポリドールレコード）の国内での輸入元を務めていた阿南商會の阿南茂が、松本荘之助・鈴木幾三郎（銀座十字屋）・技師の塩崎仲吉とともにドイツに渡り、同社と折衝の結果、日本国内におけるレコードの製造許可を取得する。
- 1927年5月30日、阿南正茂が『株式會社日本ポリドール蓄音器商會』を設立、ポリドール・レコードの国内での販売を開始する。
- 1942年3月、戦時中の外国語使用禁止の風潮を先取りし、社名を『大東亞蓄音器株式會社』に変更。ブランド名については、邦楽部門を大東亜レコードに変更したものの、洋楽部門は引き続きポリドール・レコードを使用した。
- 1943年12月、社名を大東亞航空工業株式會社に変更する（時期は諸説あり）。
- 1944年1月新譜（1943年12月20日発売）を最後に商業レコードの新譜発売を中止する。同月の月報は国立国会図書館音楽・映像資料室で閲覧可能で、従来の新譜中止月の誤りを確認出来る。のちに政府の依頼で大東亜会議の模様を記録した組物（P-5375 - 5445）を製作し、東京都と連携した盤（P-5446）も存在し、最終的な生産終了時期は不明である。
- 1945年4月13日、空襲で表参道の吹込所（東京都赤坂区青山北町6丁目）を焼失。同月15日、空襲にて池上の本社・工場（東京都大森区堤方町215番地）が類焼（全焼では無く、原盤は被害を受けなかった）。
- 同年6月21日、福島県桑折に工場を新設し、疎開。
- 戦後の1946年11月25日、日本コロムビアのスタジオにて、戦後初めての新録音を開始（1947年説は事実誤認）。
- 1949年3月20日、表参道の吹込所が復旧。
- 1950年4月、『ポリドール蓄音器株式会社』に社名変更。
- 1950年11月24日、桑折工場を失火で焼失、被害額2000万円との新聞報道。
- 1952年10月、桑折工場が復旧し、新譜の発売を再開。

#### 日本ポリドール株式会社 → 日本グラモフォン株式会社 → ポリドール株式会社
- 1953年4月1日、新資本による日本ポリドール株式会社が設立される[15]（東京都港区赤坂青山北町）。富士電機が株式の一部を取得し、古河グループの企業となる。
- 同年11月20日、12月新譜を新会社の第1回発売分とする。
- 1956年、『日本グラモフォン（Nippon Grammophone Co., Ltd.） 』に改組。
- 1959年、ステレオ・レコードの発売開始。第1号はロリン・マゼール指揮ベルリン・フィルによる、ベートーヴェン作曲交響曲第5番「運命」（SLGM-1）。
- 1969年、目黒区大橋に自社ビルが完成。
- 1971年11月、ポリグラム傘下の『ポリドール株式会社』（Polydor K.K.、以下ポリドールK.K.）に社名変更。
- 1982年10月21日、当時の西独ポリグラムから輸入したコンパクト・ディスク・ソフトの発売を開始する[16]。
- 1984年、富士電機との資本提携を解消。第一勧銀グループや古河グループの系列から脱退している。業績不振のロンドンレコードを吸収合併。

#### ポリグラム株式会社 → ユニバーサルミュージック株式会社 → ユニバーサルミュージック合同会社
- 1993年12月1日、ポリドールK.K.の販売部門と販売元が、『ポリグラム株式会社』（以下、ポリグラムK.K.、現：ユニバーサルミュージック合同会社）に移管される。
- 1998年、シーグラムがポリグラムを買収し、ユニバーサルミュージックが発足。
- 1999年7月1日、ポリグラムK.K.が、『ユニバーサルミュージック株式会社』（以下、ユニバーサルミュージックK.K.）へ社名変更。ポリドールK.K.は制作会社として存続し、その後、2001年7月1日に、邦楽アーティストが用いていた「ポリドール・レコード」レーベルは、ユニバーサルビクターと統合し、「ユニバーサルポリドール」として一新した。「Polydor」のシンボルマークは継続使用された。
- 2002年、ユニバーサル ミュージックK.K.がポリドールK.K.を吸収合併。「ユニバーサルポリドール」レーベルは同社の社内カンパニーのユニバーサルJに移行[17]。大半のアーティストは、同じく同社の社内カンパニーのNAYUTAWAVE RECORDSレーベル（→EMI RECORDSレーベル）へ移管した。
- 2009年、ユニバーサル ミュージックK.K.が組織変更され、法人名が『ユニバーサルミュージック合同会社』（以下、ユニバーサルミュージックLLC）に社名変更。
- 2023年、ユニバーサルミュージックグループの組織改編によりユニバーサルJから「UJ」と分割する形で「Polydor Records」が復活となった事により、日本でのポリドールが約20年7ヶ月ぶりにレーベルとして復活した[18][19][20]。

### ポリドール映像販売
ポリドール映像販売は、ポリドールK.K.、および現在のユニバーサルミュージックLLCによるミュージックビデオ以外の映像ソフトの企画・発売部門。ユニバーサルミュージックに移行後も現存している。→ユニバーサルミュージック (日本)#ポリドール映像販売会社参照。

### NHKレコード（ポリドールが委託され販売を担当）

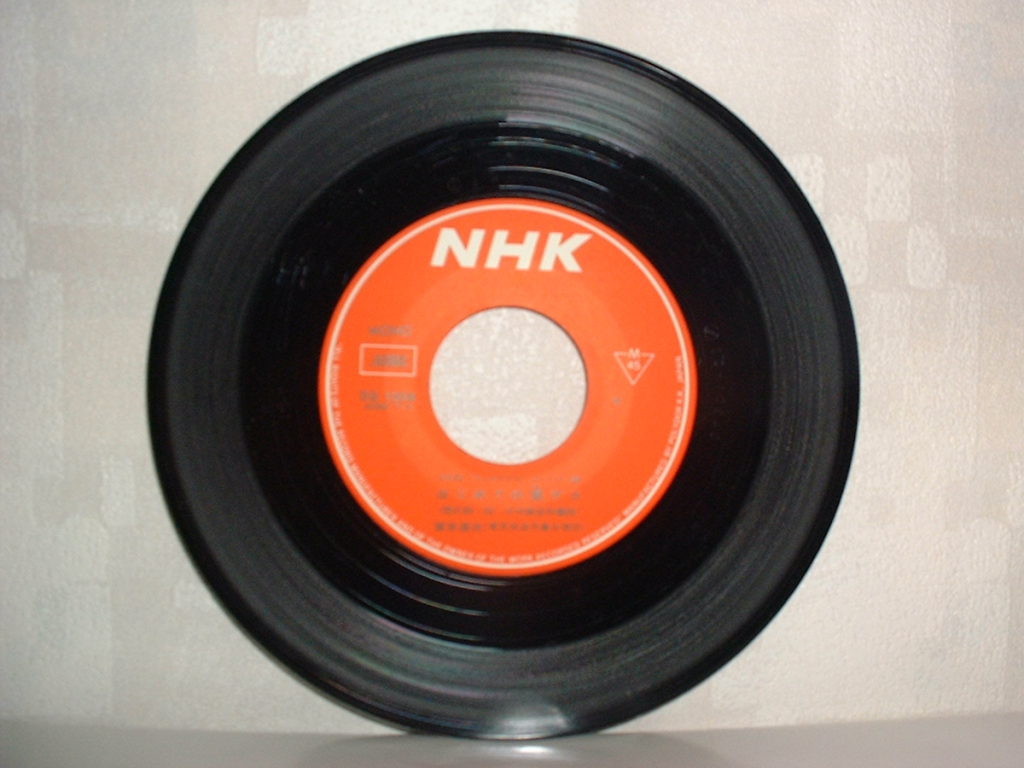
NHKレコード

NHKレコード（エヌエイチケイ- ）は、日本放送協会（NHK）のテレビ番組のテーマソングや大河ドラマのテーマ曲、『みんなのうた』の楽曲、NHK交響楽団の演奏曲などをNHK独自のレーベルでNHKサービスセンターが企画・制作、ポリドールが委託を受けて販売したレコードのレーベル名。

### 主な所属アーティスト
☆印はユニバーサルミュージック内のNAYUTAWAVE RECORDS→EMI RECORDSからリリースされた作品がある者、★印はユニバーサルミュージック内のユニバーサルJ→ポリドール・レコードからリリースされた作品がある者。特に注釈の無いアーティストについても、他レーベルに在籍歴の可能性がある。

#### 過去に所属した主なアーティスト（ユニバーサルポリドール時代以前）
- RCサクセション[21]
  - 忌野清志郎
- 愛田健二
- 青葉笙子
- 赤木圭一郎
- 麻見和也[22]
- 麻生よう子[23]
- 有島通男
- 淡谷のり子
- 石井亀次郎
- 池田綾子
- 磯崎健史
- 一条英一（現：五木ひろし）
- 井上堯之バンド
- 井上陽水[24]
- INSPi
- 上原敏
- 歌川二三子☆
- 宇多川都
- 内田栄一
- EGO-WRAPPIN'[25]
- X JAPAN[26]
- 榎本健一[27]
- 近江俊郎
- 奥田良三
- 小椋佳
- 海援隊[28]☆
  - 武田鉄矢☆
- 甲斐よしひろ[29]
- CASCADE[30]
- 加藤登紀子[31]
- カヒミ・カリィ[32]
- Calyn[33]
- カルメン・マキ
- KAN[34]
- 神田広美
- 北廉太郎
- 吉川晃司[35]
- 木元ゆうこ[36]
- 杏子[37]
- 京本政樹
- 貴代秀
- 草川祐馬
- 黒沢浩
- 桂銀淑
- 香西かおり☆
- 香坂みゆき
- 小林旭[38]
- 小林千代子
- 西城秀樹☆[39]
- ZARD[40]
- 沢田研二 [41][42]
- C-C-B★
- シグナル
- 島崎和歌子[43]☆
- 東海林太郎
- シルヴィア
- 新橋喜代三
- スィートショップ
- SUGIZO
- 鈴木宏子
- スターボー
- スピッツ★[44]
- 菅原昭子
- 菅原洋一
- 関種子
- Cellophane
- センチメンタル・シティ・ロマンス
- 園まり[45]
- ザ・タイガース[45]
- 高城丈二
- 高杉妙子
- 高田浩吉
- 高田真樹子
- 田端義夫[46]
- 田村直美[47]
- Char
- テレサ・テン★
- D-SHADE
- DOGGY BAG
- 常田富士男
- 中条きよし
- 中畑幾久子[48]
- 流
- 西川きよし[49]
- 西田佐知子
- 日本橋きみ栄
- 野口五郎[50]
- HEAT WAVE
- 久石譲[51]
- PYG
- P-MODEL
  - 平沢進
- 日野てる子
- 氷室京介[52]
- ピンクジャガー[53]
- FANTA ZERO COASTER
- フィッシュマンズ
- FENCE OF DEFENSE[54]
- 藤田まこと[45]
- BLANKEY JET CITY
- PRISM[55]
- 牧村三枝子
- 松平晃
- 松たか子[56]
- Monday満ちる
- 水島由紀子[57]
- MO'SOME TONEBENDER
- 泰葉[58]
- 山上兄弟[59]
- 山口由佳乃[60]
- 山弦
- 山崎まさよし[61]☆
- 山中みゆき
- 結城道子
- La'cryma Christi
- LU⊃A
- revenus[62]
- ロス・インディオス
  - ロス・インディオス&シルヴィア
- 渡辺香津美[63]
- 渡哲也[64]

etc…